# Dobra (powiat turecki)
Dobra – miasto w województwie wielkopolskim, w powiecie tureckim, siedziba władz miejsko-wiejskiej gminy Dobra.
W latach 1954–1972 miasto było siedzibą władz gromady Dobra. w latach 1975–1998 należało do województwa konińskiego. Dobra leży w historycznej ziemi sieradzkiej. W I Rzeczypospolitej Dobra znajdowała się w powiecie sieradzkim województwa sieradzkiego.
Według danych z 1 stycznia 2021 roku miasto liczyło 1352 mieszkańców, czyli o 8,2% mniej niż w 2011 (1480 mieszkańców).
Miasto położone jest na Wysoczyźnie Tureckiej, na prawym brzegu doliny rzeki Teleszyny, przy drodze krajowej nr 83, w odległości 14 km na południowy wschód od Turku.

## Historia
Osada po raz pierwszy wzmiankowana była w 1386 roku. Prawa miejskie zostały nadane Dobrej przed 1392 rokiem. W dokumentach z 1511 roku Dobra występuje jako miasto należące do rodu Żarnickich. W 1538 roku Dobra zniszczona została przez pożar, po którym na prośbę właścicieli Zygmunt I Stary ponownie nadał przywilej lokacyjny.
Panująca tu w I poł. XVII wieku i na początku XVIII wieku zaraza znacznie wyludniła miasto. 23 stycznia 1770 roku na przedpolu miasta doszło do starcia konfederatów barskich z oddziałami rosyjskimi. W boju poległo wówczas ok. 500 konfederatów, tyluż ponoć też jeńców wymordowali już po bitwie Rosjanie.

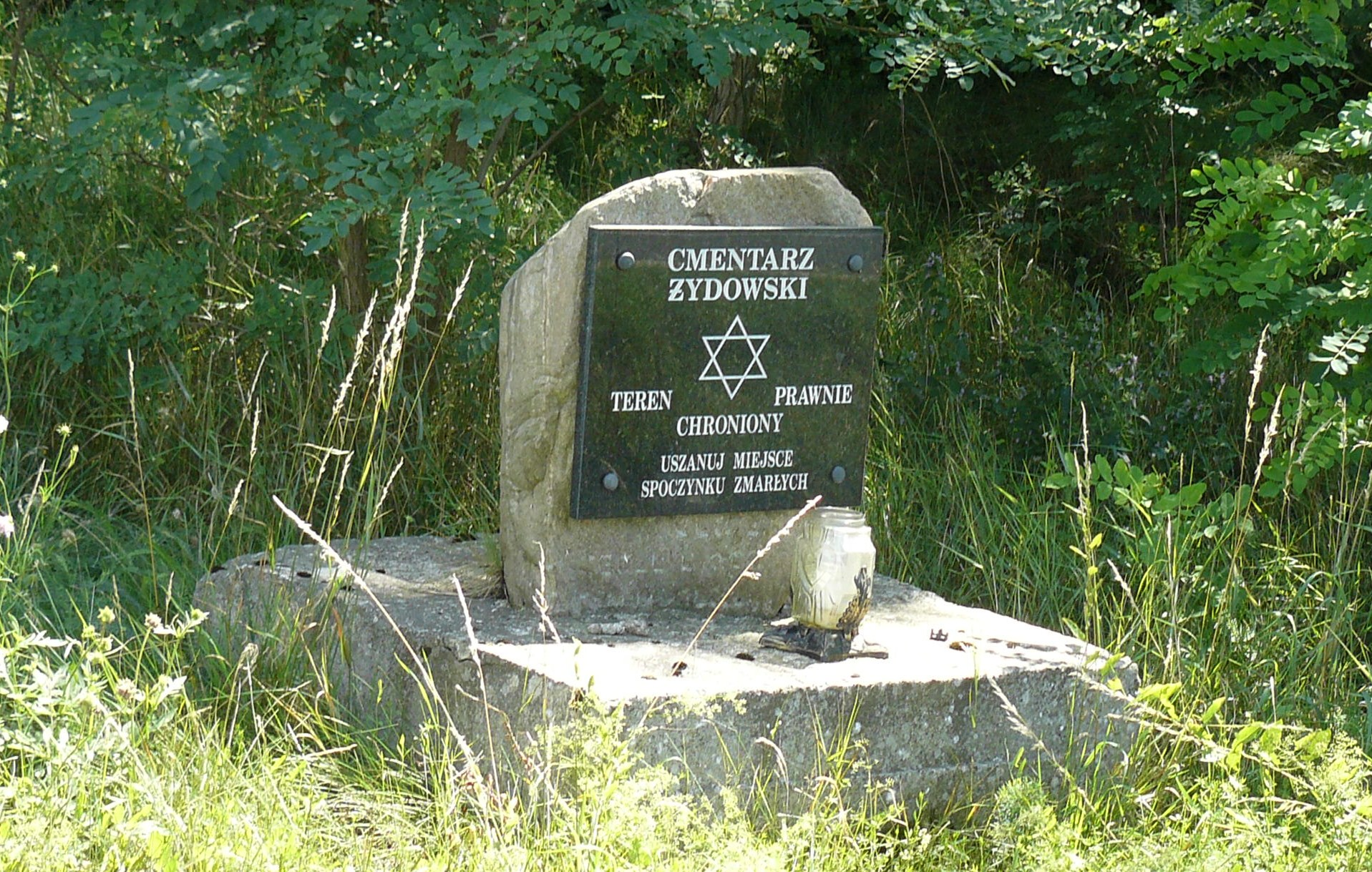
Pomnik na nowym cmentarzu żydowskim

Po II rozbiorze Polski w 1793 roku miasto przeszło do zaboru pruskiego. Dobra liczyła wówczas ok. 900 mieszkańców w 134 domostwach, a ludność trudniła się rolnictwem i rzemiosłem. Czynnych było ponad 80 warsztatów rzemieślniczych, w tym 34 krawieckie, 28 szewskich, 13 kuśnierskich i 8 garncarskich oraz znaczna liczba kramów żydowskich. Pracowały również dwa młyny wodne i garbarnia. W ciągu roku w mieście odbywało się 12 jarmarków. Od 1807 miasto leżało w granicach Księstwa Warszawskiego, zaś po kongresie wiedeńskim w 1815 roku na terenie Królestwa Polskiego. Miasto prywatne Królestwa Kongresowego położone było w 1827 roku w powiecie wartskim, obwodzie kaliskim województwa kaliskiego.
Wiek XIX przyniósł miastu znaczne ożywienie gospodarcze. Uruchomione zostały 4 olejarnie i 9 wiatraków oraz rozwijał się handel zbożem, trzodą i wełną. W połowie XIX stulecia Dobra liczyła już ponad 2500 mieszkańców. Podobnie jak inne niewielkie miasta (m.in. niedaleki Brudzew i Władysławów), Dobra utraciła prawa miejskie w 1870 roku zarządzeniem władz rosyjskich. Nie spowodowało to jednak zahamowania w jej rozwoju, bowiem w czterdzieści lat później osiąga, największą w swej historii, liczbę blisko 3900 mieszkańców. Po odzyskaniu przez Polskę niepodległości, w 1919 roku Dobra ponownie uzyskuje prawa miejskie. W 1926 roku miasto miało 3486 mieszkańców, w tym 1850 Polaków (53,1%), 1589 Żydów (45,6%), 45 Niemców (1,3%) oraz 2 Rosjan.
W czasie okupacji niemieckiej miasto zostało włączone w granice Rzeszy. Cała ludność żydowska została wymordowana w obozach zagłady, zaś część Polaków wysiedlono do Generalnego Gubernatorstwa.
Krótko po wojnie Dobra przejściowo nie została zaliczona do miast w urzędowym wykazie miast i gmin z 28 lipca 1945. W okresie PRL-u powstała w mieście Spółdzielnia Kółek Rolniczych.

### Kalendarium

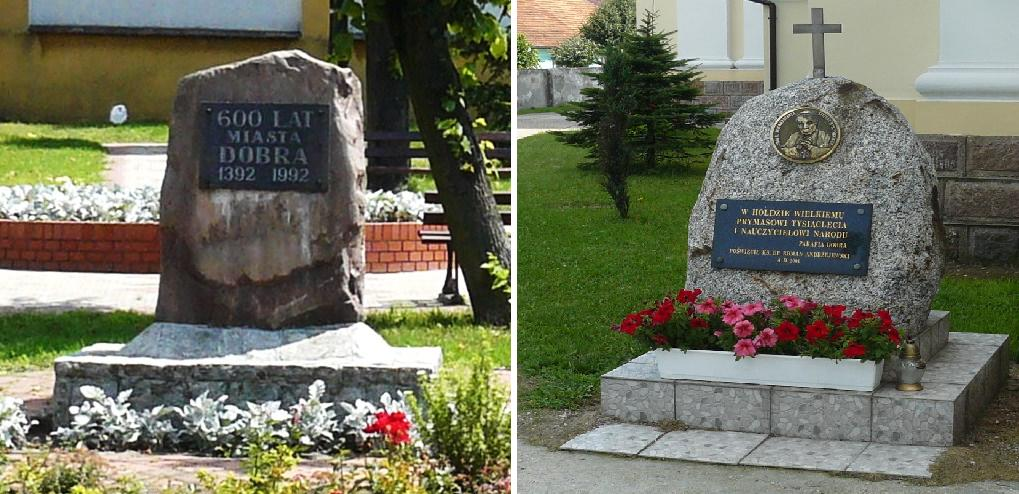
Pomniki: 600-lecia miasta i kard. Stefana Wyszyńskiego

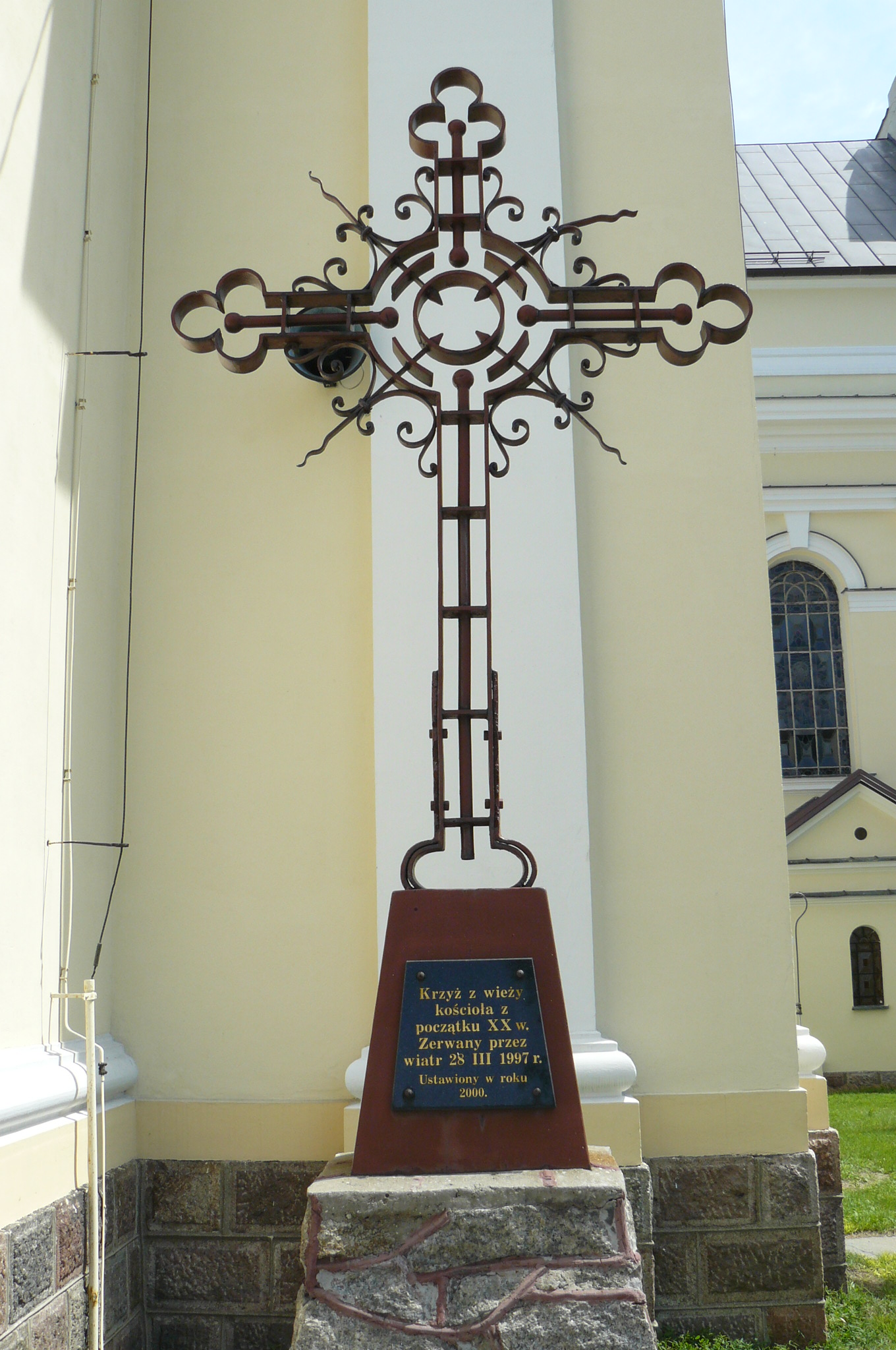
Krzyż zerwany przez nawałnicę z wieży kościelnej w 1997

- 1386 – pierwszy dokument pisany z informacją o Dobrej,
- 1392 – uzyskanie praw miejskich,
- 1419 – miasto własnością Jana z Grabia,
- 1456 – miasto własnością Mikołaja z Dobrej,
- 1521 – osiedlenie się Żydów,
- 1538 – zniszczenie miasta w wyniku pożaru,
- 1626 – ludność miasta zdziesiątkowana przez epidemię cholery,
- 1641 – erygowanie w Dobrej Bractwa Różańca Świętego,
- 1655 – początek upadku miasta w wyniku potopu szwedzkiego,
- 1708 – kolejna epidemia cholery w Dobrej,
- 23 stycznia 1770 – klęska konfederatów barskich w bitwie pod Dobrą,
- 1780 – zniszczenie pożarem kościoła parafialnego i części miasta,
- 1781 – miasto własnością Ignacego Gałeckiego,
- 1793 – Dobra w granicach zaboru pruskiego,
- 1810 – utworzenie szkoły elementarnej,
- 1813, 1814, 1831, 1837 – kolejne epidemie cholery dziesiątkujące ludność
- 1815 – Dobra w granicach Rosji,
- 3 lipca 1863 – wkroczenie oddziałów powstańczych Edmunda Taczanowskiego,
- 1 października 1863 – potyczka pod Dobrą oddziału kpt. Petza z wojskami rosyjskimi,
- 18 października 1863 – potyczka oddziału ppłk. Matuszewicza z oddziałem rosyjskim,
- 1870 – pozbawienie Dobrej praw miejskich przez władze carskie,
- 1879 – właścicielami miasta Mączyńscy,
- 15 maja 1905 – utworzenie Straży Ogniowej Ochotniczej,
- 1907 – utworzenie strażackiej orkiestry dętej,
- 1912 – zakończenie odbudowy kościoła parafialnego,
- 1915 – ustanowienie przez okupanta miejscowego sądu,
- 1915 – utworzenie Towarzystwa im. Adama Mickiewicza i ufundowanie biblioteki,
- 1917 – pierwsze wybory Rady Miejskiej i burmistrza,
- 1917 założenie przez ks. Sperczyńskiego tercjarstwa zakonu św. Franciszka,
- 1918 – ukończenie budowy remizy strażackiej,
- 1919 – odzyskanie praw miejskich i włączenie do województwa łódzkiego,
- 1922 – utworzenie Szkoły Powszechnej,
- 1939 – okupacja niemiecka i masowe wywózki mieszkańców,
- 7 września 1939 – Podczas walki powietrznej w rejonie Dobrej zostaje zestrzelony przez 2 Bf 110 pchor. Jan Maliński ze 132 Eskadry Myśliwskiej. Rannemu w nogi pilotowi udzielają pomocy mieszkańcy pobliskich Mikulic,
- 1941 – rozebranie przez Niemców modrzewiowego kościółka pw. św. Barbary,
- 21 stycznia 1945 – zajęcie miasta przez Armię Czerwoną, koniec okupacji niemieckiej,
- 30 listopada 1945 – zajęcie miasta przez oddział partyzancki „Groźnego”,
- 1992 – zorganizowanie po raz pierwszy dorocznych obchodów Dni Dobrej.

## Demografia

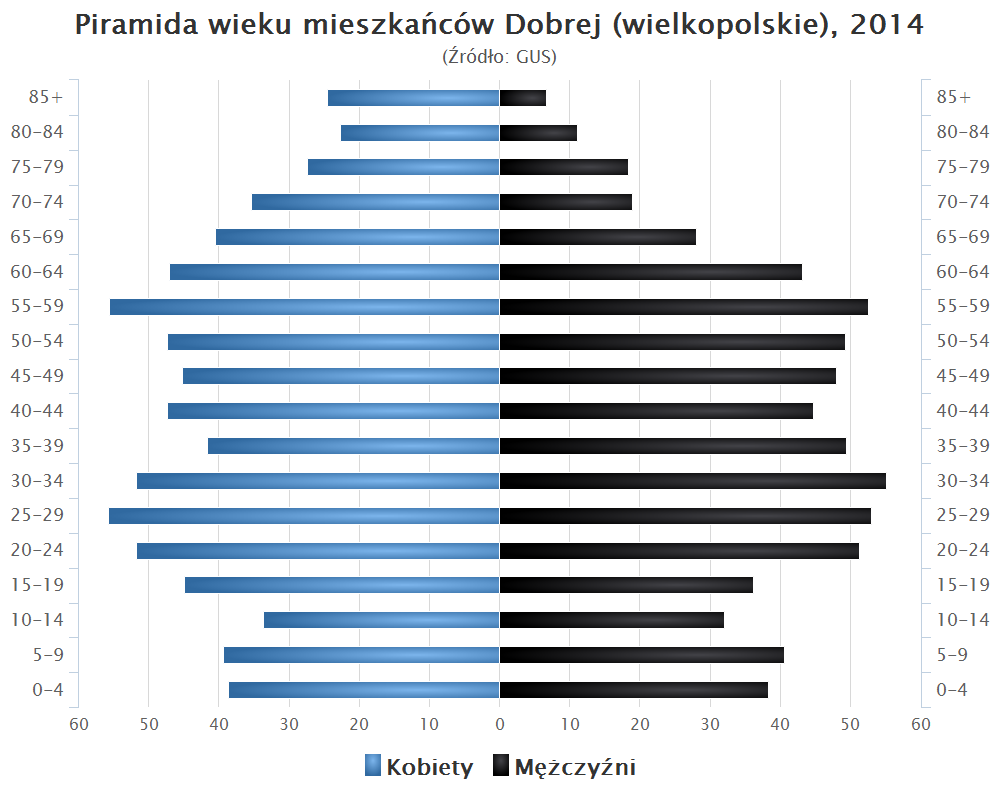
Piramida wieku mieszkańców Dobrej w 2014 roku

## Zabytki

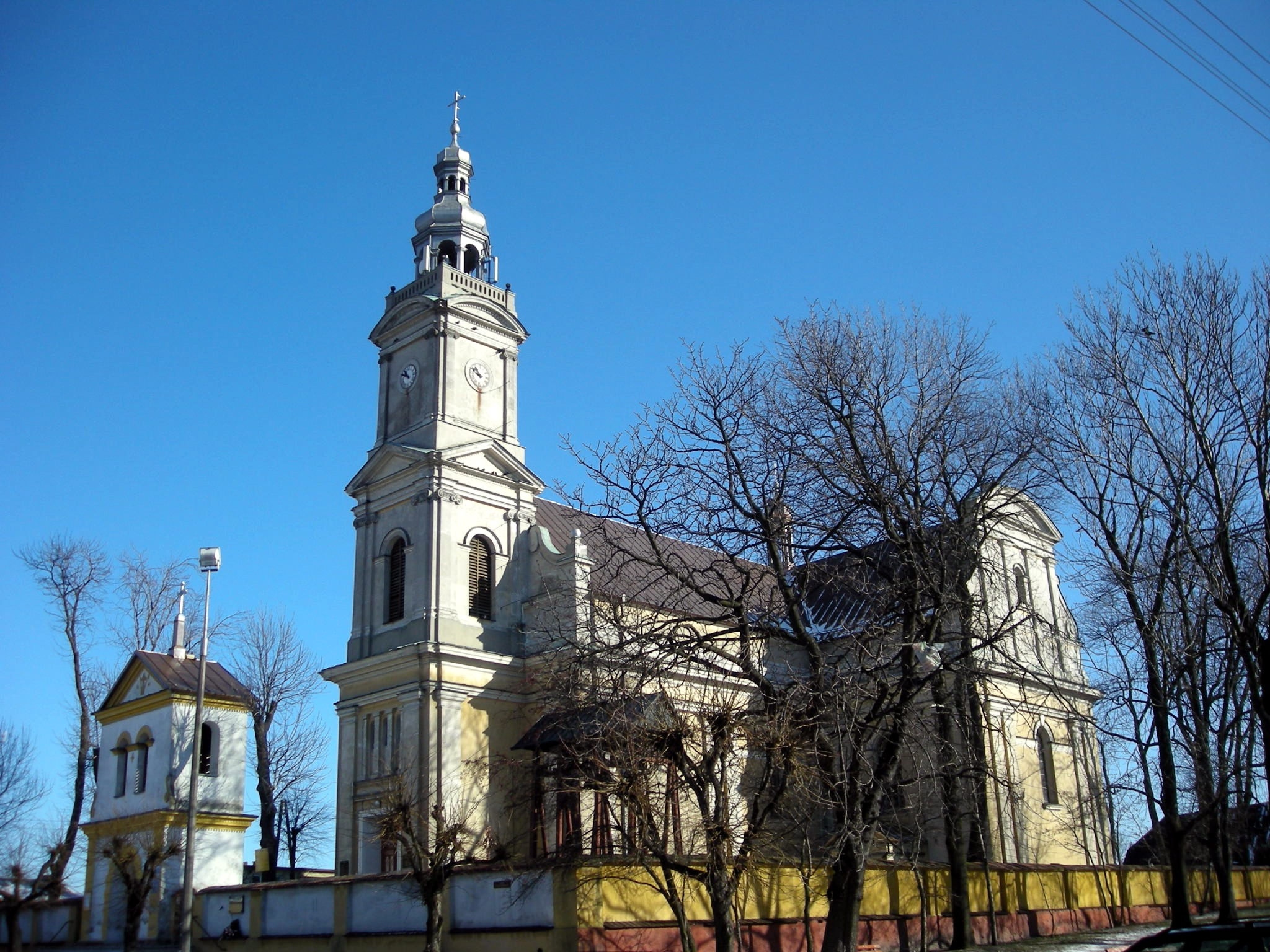
Kościół pw. Narodzenia Najświętszej Maryi Panny

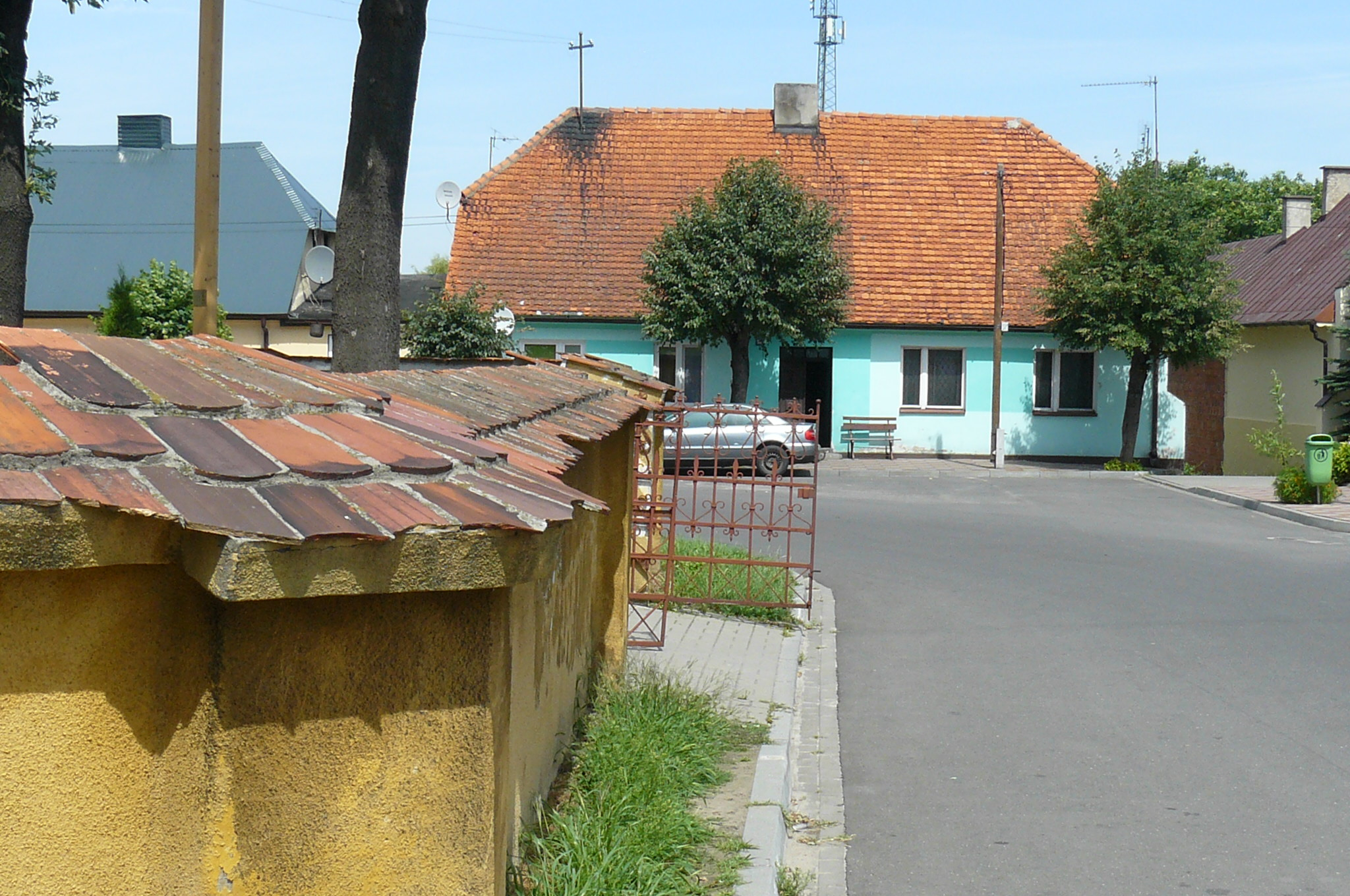
Fragment Rynku

Miejscowy kościół pw. Narodzenia Najświętszej Maryi Panny wzniesiony został w stylu neobarokowym według projektu Tomasza Pajzderskiego w 1912 roku, na miejscu poprzedniego, wzmiankowanego w XV wieku, zniszczonego wielokrotnymi pożarami.
Podczas budowy obecnej świątyni odkryto w podziemiach szczątki ludzkie i tablicę z napisem: Tu leżą kości nieszczęśliwych Palaków, którzy zginęli w bitwie z Moskalami – zginęło ok. 500 w roku 1771 (owa bitwa rozegrała się w 1770 roku).
Wnętrze świątyni zdobią XVIII-wieczne obrazy malowane na deskach przedstawiające św. Rozalię, św. Barbarę, św. Katarzynę i anioła z Tobiaszem, które w 2007 roku zostały odrestaurowane. Krucyfiks umieszczony w łuku tęczowym pochodzi z XVI wieku, natomiast figura Chrystusa Zmartwychwstałego z XVII wieku.
Obok świątyni znajduje się neogotycka dzwonnica z 1840 roku, a także budynek plebanii z 1836 roku i głaz upamiętniający sześćsetlecie miasta (z 1992 roku).
Ponadto w mieście zachował się zespół dworski, w skład którego wchodzą: dwór z 1874 roku, zespół gospodarczy (gorzelnia, wozownia, magazyny) oraz park krajobrazowy o powierzchni 7,5 ha z dwustumetrową aleją kasztanowców (pomnik przyrody), stawami i wyspą otoczoną fosą.
Poza wyżej wymienionymi obiektami godne uwagi są także znajdująca się na cmentarzu mogiła żołnierzy polskich poległych w 1939 roku oraz rzeźba ludowa świętego Wawrzyńca stojąca w parku obok kościoła.

## Tradycja
- W Dobrej kultywowana jest tradycja Straży Grobu Pańskiego. Straż przy Grobie Pańskim trzymana jest przez tzw. Turków, których obowiązuje specjalna musztra. Najbardziej widowiskowa jest wielkanocna rezurekcja odprawiana rano w Niedzielę wielkanocną.
- Procesja Emaus w Poniedziałek Wielkanocny. W drugi dzień świąt Wielkiej Nocy o godzinie 5:30 sprzed kościoła parafialnego wyrusza procesja złożona z samych mężczyzn oraz młodzieży i dzieci płci męskiej. Na czele procesji niesiona jest figurka Chrystusa Zmartwychwstałego i chorągwie kościelne, które w trakcie wędrówki ozdabiane są koronami splecionymi z młodych pędów zbóż. Procesja wędruje szlakiem dawnej granicy miasta, śpiewając przez całą drogę kościelne pieśni. W trakcie wędrówki pątnicy kilkunastokrotnie zatrzymują się przy napotkanych kapliczkach i krzyżach, zakopując przy nich wosk dla lepszego urodzaju.

## Sport
W mieście działa klub piłki nożnej, Wicher Dobra, grający w sezonie 2016/2017 w IV lidze.